# Zöld vonal (Metropolitan Area Express)
A Metropolitan Area Express zöld vonala vasútvillamos-viszonylat az Amerikai Egyesült Államok Oregon államának Portland városában, a PSU South/SW 6th & College Street és PSU South/SW 5th & Jackson Street megállóhelyek, valamint a Clackamas Town Center pályaudvar között. A 24,1 kilométer hosszú, harminc megállós viszonylatot a TriMet üzemelteti. Az egyetlen viszonylat, amely az összes többivel fonódik: a sárga és narancssárga vonalakkal a Portland Transit Mallon, a kék és piros vonalakkal pedig a Banfield Freeway mentén. Üzemideje napi 21,5 óra, követési ideje 15 perc. A hálózat harmadik legforgalmasabb vonala, 2019 szeptemberében napi 19 160 utast szállított.
A Clackamas megyei vasútépítési tervek az 1980-as évek közepéig visszanyúlnak, amikor két vonalat kívántak építeni. Egyik az I-205 BRT nyomvonalának felhasználásával a Clackamas Town Centertől a Portlandi nemzetközi repülőtérig közlekedett volna. Az 1990-es évekbeli megvalósíthatósági tanulmányok hatására ezt elvetették, helyette a South/North viszonylatot akarták megépíteni, azonban a javaslat az összes népszavazáson elbukott. 2001-ben a regionális tisztviselők bemutatták az átdolgozott kétrészes projekt első fázisát, a South Corridor Transportation Projectet, amely az Interstate 205 és a Portland Transit Mall összekötésére irányult. A helyi lakosok 2003-ban megszavazták az I-205/Portland Mall Light Rail Projectet, melynek építése 2007 elején kezdődött. A viszonylatot két részletben adták át: a Portland Transit Mallt 2009 augusztusában, az I-205 menti szegmenst pedig szeptemberben. A menetrend szerinti közlekedés 2009. szeptember 12-én indult.
A Southwest Corridor Light Rail Project részeként a viszonylatot Délnyugat-Portlandig, Tigardig és Tualatinig hosszabbítanák. A 18 kilométer hosszú, 13 megállós szakasz építése 2022 és 2027 között történt volna, azonban a finanszírozásra irányuló adóemelési javaslat a 2020. november 3-ai népszavazáson elbukott, így az építkezést határozatlan időre elhalasztották.

## Története

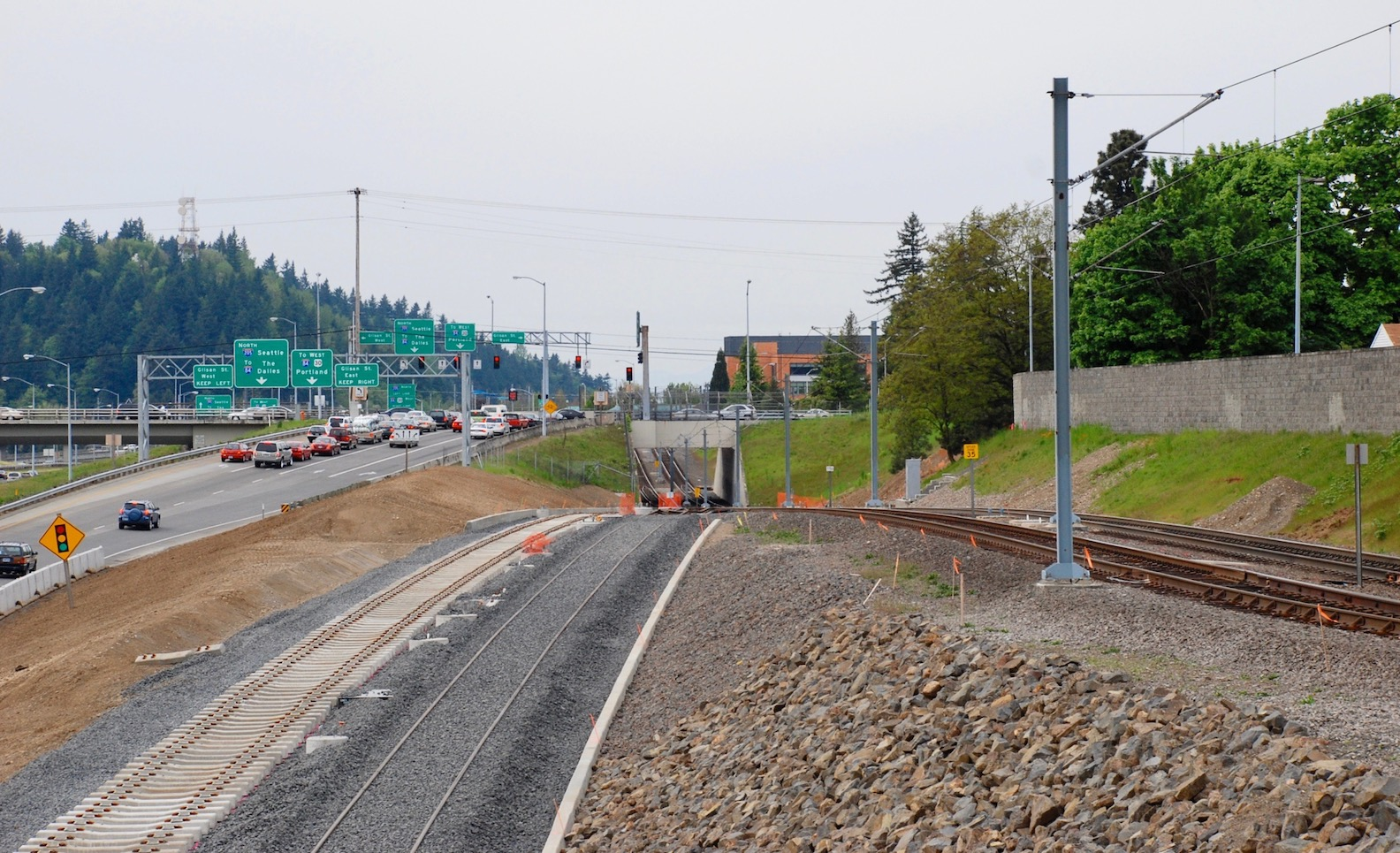
Építkezés az Interstate 205 mentén 2008-ban

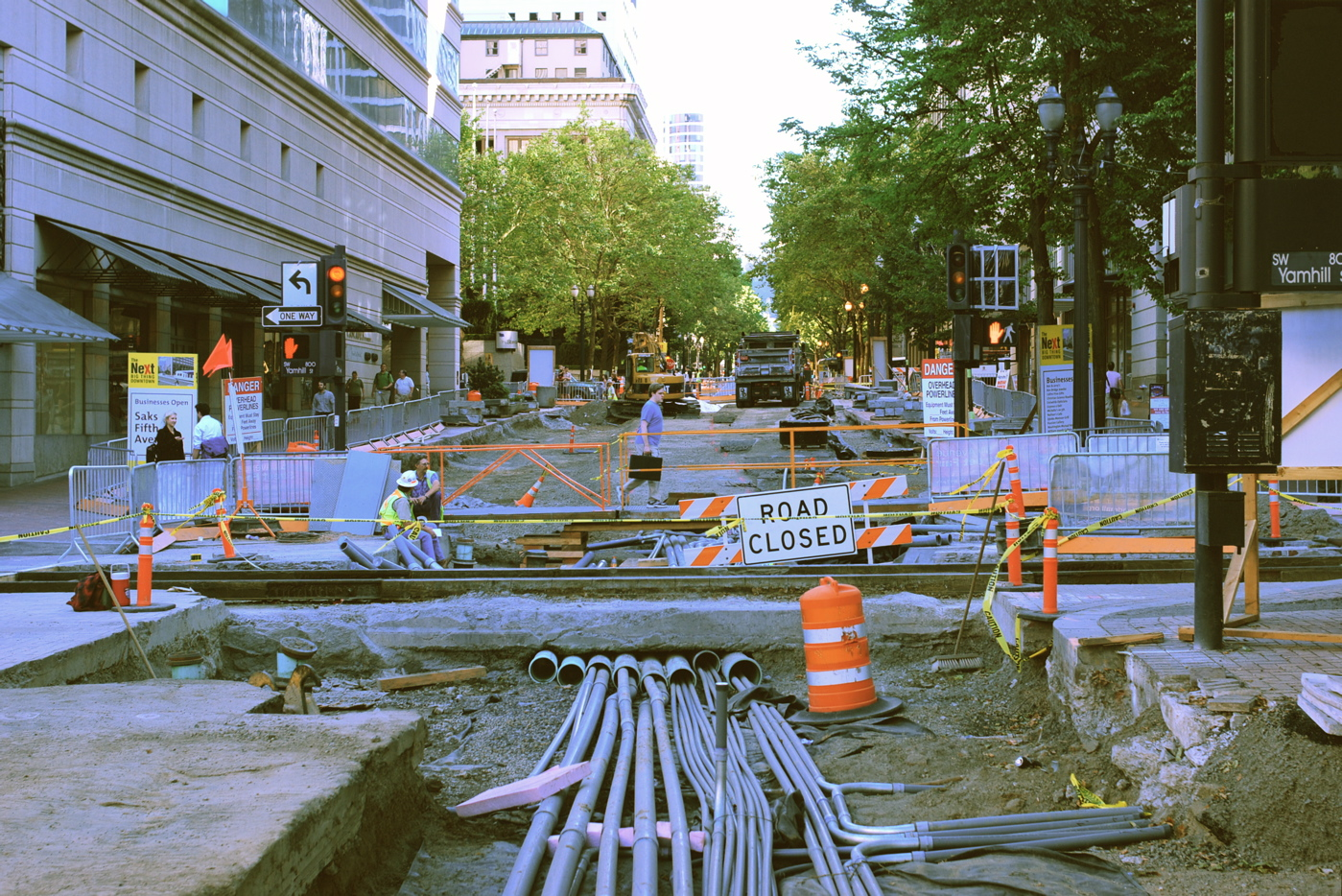
A Portland Transit Mall átépítése

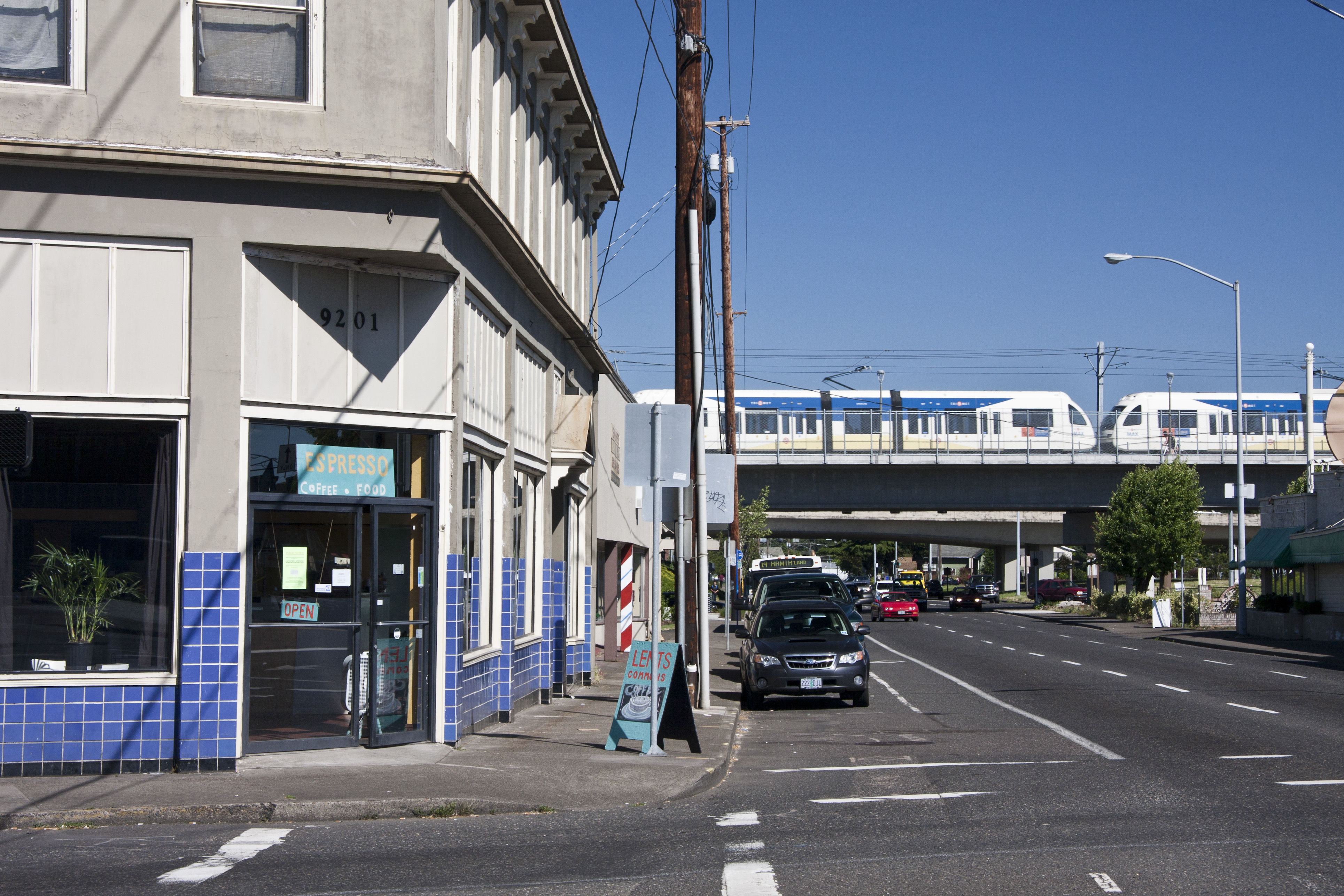
Vonat a Foster út feletti hídon

### I-205 MAX

#### Kezdeti javaslatok
A Westside MAX (a kék vonal Portland és Gresham közötti szakasza) építésének előrehaladtával a Metro regionális kormányzat bejelentette Clackamas megyei vasútépítési terveit. Kettő vonalat javasoltak: a Portlandi nemzetközi repülőtér és az Interstate 205 mentén a Clackamas Town Center bevásárlóközpont közöttit, illetve a McLoughlin sugárút mentén Portland, Milwaukie és Oregon City közöttit. A helyi és állami tisztviselőkből álló JPACT 1987-ben az elvetett I-205 buszkorridor menti vonalvezetést preferálta, a TriMet a szövetségi támogatásokat viszont a Washington megyei vasútépítésre fordította volna, így az I-205 menti szakaszhoz szükséges 88 millió dollárt önkormányzati és magánszektorbeli finanszírozásból biztosították volna.
A Clackamas és Washington megyék közötti vita során előbbi tisztviselői le kívánták hívni a felhagyott buszkorridorra fennmaradt 17 millió dolláros szövetségi támogatást. A Metro 1989 januárjában biztosította a feleket a nyugati vonalszakasz prioritásáról, valamint frissített regionális tervükben szerepeltek a két vonalhoz szükséges előkészítő munkálatok. A Szenátus költségvetési bizottsága az év szeptemberében kétmillió dollár támogatást ítélt meg, de Mark Hatfield oregoni és Brock Adams washingtoni szenátorok, a bizottság tagjai elérték, hogy a washingtoni Clark megyéig tartó hosszabbítást is finanszírozzák.
A tanulmányok kezdetben a Columbia folyón a vancouveri vásártérig tartó nyomvonalat vizsgálták, de a tervek később már a Willamette folyót és az Interstate 5-öt tartalmazták. A Hazel Dellt és a Clackamas Town Centert összekötő negyven kilométeres szakasz (South/North) tervezetét 1994-ben véglegesítették. Portland lakosai 1994 novemberében megszavazták a 475 millió dolláros kötvénykibocsátást, ami a 2,8 milliárdos projekt oregoni önrészét fedezte volna, azonban a washingtoni önrészt fedező forgalmiadó- és járműjövedékiadó-emelési javaslat Clark megyében az 1995. február 7-ei népszavazáson elbukott. A TriMet később a Portlandig rövidített, az 1996-os és 1998-as népszavazásokon elutasított szakaszra próbált szövetségi forrásokat szerezni. 1997-ben a Bechtel mérnökiroda ajánlatot tett a Gateway pályaudvar és a nemzetközi repülőtér közötti szakasz megépítésére, amit ma a piros vonal használ.

#### Finanszírozása
2001 májusában a JPACT a korábbi javaslatokat felülvizsgálta, egy hónap múlva pedig bejelentette a 8,8 millió dolláros South Corridor tanulmány elkészítését, amelyben 2003 januárjára öt lehetséges alternatívát neveztek meg: mindkét vonal megépítése, egy vonal megépítése egy buszjárattal kiegészítve, bus rapid transit létesítése, illetve buszsávok kijelölése. A szervezet az első opciót preferálta: a viszonylatokat két részletben építenék meg; az I-205 menti 2009-ben, a Portland–Milwaukie vonal pedig öt évvel később nyílna meg. Mivel az I-205 menti korridor már létezett, adót pedig nem emelhettek, ezért ezt választották első fázisnak. A sikeres népszavazást követően az illetékesek 2003 áprilisára megkezdték a South Corridor projekt kidolgozását, októberre pedig elkészültek a kivitelezési tervek, melyek szerint első lépésként a vasutat bevezetik a Portland Transit Mallra. A végleges környezeti hatástanulmányt 2004 novemberében tették közzé, a szükséges földterületek felmérése pedig egy évvel később kezdődött.
A szövetségi kormány 2006. február 7-én döntött a projekt támogatásáról; az 575,7 millió dolláros beruházásból 355,7-et különítettek el a szakaszra. A TriMet negyven százalékos (kiigazítatlan) önrésszel 197,4 millió fizetését vállalta, a fennmaradó hatvan százalékot (345 millió) a szövetségi kormány „új kezdetek” programja fedezte. A Szövetségi Közlekedési Hatóság elnöke a szerződést 2007. július 3-án írta alá Portlandben. 2009 májusában az American Recovery and Reinvestment Act keretében 32 millió dollár ösztönzőt biztosítottak annak érdekében, hogy a TriMet korábban törleszthesse adósságát. Portland városa 15 milliót parkolási díjakból, 17 milliót a városrehabilitációs bevételekből, 6,3 milliót pedig a közüzemi díjak bevételéből finanszírozott. Clackamas megye ingatlanadó-bevételeiből 36 milliót, a TriMet 20,5 milliót, a Portlandi Fejlesztési Bizottság pedig húszmilliót biztosított. A transit mall térségében zajló kereskedelmi fejlesztéseket a helyi vállalkozások által finanszírozott 15,3 millió dollárból végezték el.

#### Építése és megnyitása
2004 februárjában a projekt fővállalkozója a South Corridor Constructors – a Stacy and Witbeck, az F. E. Ward Constructors és a Granite Construction Company konzorciuma – lett; előbbi kettő vállalat az Interstate MAX építésében is részt vett. A 2007 februárjában kezdődő építkezés az I-205 kerékpárútjának 2,5 évig tartó szakaszos lezárásával indult; alternatívát Portland belvárosán át biztosítottak. Áprilisban a Johnson Creek sugárúton és a Harold utcán vasúti hidakat emeltek, majd a Stark és Washington utcákon kiásták az aluljárókat. A munkálatok novemberig Clackamas megyére korlátozódtak. 2008 novemberére a Gateway pályaudvar és a Flavel utca közötti vágányok lefektetésével hetven százalékos készültséget értek el. A TriMet huszonkét darab Siemens S70 vonatot (Type 4) rendelt, melyeket a Siemens 2009-től szállított. Az első jármű próbamenetei márciusban kezdődtek és augusztus 6-án állt forgalomba. A helyi és állami méltóságok által is figyelemmel kísért első teljes vonalas próbajárat júliusban közlekedett.
A 2009. szeptember 12-én átadott viszonylat a zöld jelölést kapta. Kezdetben a Clackamas Town Centertől a PSU Urban Center megállópárig közlekedett, de 2012 szeptemberében a PSU South megállókig hosszabbították. Az új viszonylattal a hálózat hossza 10,5 kilométerrel nőtt. A Clackamas Town Center bevásárlóközpontban és a Portlandi Állami Egyetemen tartott megnyitót szponzorok és adományok által finanszírozták. Aznap az utazás ingyenes volt, a vonatokat negyvenezren vették igénybe. A gazdasági világválság és a személyijövedelemadó-bevételek alacsony növekedése miatt keletkező 31 millió dolláros hiány miatt négy buszvonalat megszüntettek, további 49-et pedig átalakítottak.

### A Portland Transit Mall átépítése
A Portland belvárosán keresztüli észak–déli irányú átvezetés ötlete már az 1980-as években felmerült. 1991-ben egy civil tanácsadó szervezet javaslatára a város az addig csak buszokkal lefedett Portland Transit Mall alatt kiépítendő metróvonal megvalósíthatósági tanulmányát rendelte meg. 1994-ben a tervezők alternatívaként felvetették a felszíni vasútvillamos lehetőségét, amit később a városi is preferált a 250 millió dolláros alagúttal szemben. A South/North javaslat elbukása után 2002-ben a beérkezett javaslatok alapján (például parkolóhelyek kijelölése) a transit mall átépítését tervezték.
2003-ban a South Corridor tanulmány második fázisa rámutatott, hogy a kék, piros és sárga vonalak mellett egy negyedik viszonylat bevezetése a közös pályára kapacitásproblémákat okozna. A helyi üzlettulajdonosok a Hawthorne híd helyett új átkelő építését kérték, mert aggódtak a forgalmi dugók miatt. A sávok tervezésekor 2004-ben a középső sávban való vezetés és a jobb oldali peronok mellett döntöttek. Az I-205 MAX elkészültével megkezdődött a transit mall átalakítása. Az 5. és 6. sugárutakon 7-7 megálló épült, ezzel a transit mall kiterjedése 44 utcasarokról 117-re nőtt, emellett autók számára is átjárhatóvá tették.
A munkálatokkal a Stacy and Witbeck és a Kiewit Pacific konzorciumát bízták meg. A projekt előkészítéseként számos buszvonalat eltereltek, majd az építkezés 2007. január 14-én kezdődött a transit mall lezárásával. Az Interstate MAX építése során szerzett tapasztalatoknak megfelelően egyszerre 3-4 utcasaroknyi területet zártak le, miközben az üzletek nyitva tarthattak. Korábban a díszburkolatot habarccsal rögzítették, ami nehezen volt karbantartható, így a TriMet John Knapton brit építőmérnök javaslatára – aki a Római Birodalom útépítési technikáit tanulmányozta – a homok tömítőanyagként használatával kezdett kísérletezni. A síneket 64 centiméter mélyen ágyazták be a burkolatba, míg a közművezetékek 1,8–6,7 méter mélyen futnak. A vágányépítés 2008 májusáig tartott; június és augusztus között az Acélhíd kitérőit építették be.
Az 5. és 6. sugárutakat 2008 júliusában, két hónappal a tervezett dátum előtt adták vissza az autóforgalomnak. A 2009 januárjától kezdődő próbameneteken a vonatokat kezdetben közúti járművek vontatták, majd az új Type 4 kocsik megkezdték próbafutásukat. A buszforgalom május 24-én indult újra, a 2,9 kilométernyi új vágányhálózatot pedig augusztus 30-án avatták fel a sárga vonal nyomvonal-korrekciójával (korábban a Morrison és Yamhill utcákon járt). A zöld vonalat szeptember 12-én adták át. A viszonylat kezdetben csak a Union Station és a PSU Urban Center között járt, mivel a fejlesztések akadályozták a PSU South megállók kiépítését, amiket 2012 szeptemberében adtak át.

### Tervezett délnyugati hosszabbítás
A Southwest Corridor egy 18 kilométeres, 13 megállós szakasz lett volna Portland és Tigard, valamint Tualatin között, amely a PSU South megállópártól a Barbur Boulevard pályaudvarig, majd a Westside Express Service pályáján a Brideport Village bevásárlóközpontig haladt volna. Az Oregoni Egészségtudományi Egyetem lifttel, a Portlandi Állami Egyetem pedig busszal lett volna elérhető, Tigardban pedig új járműtelep létesült volna.
A 2010-ben elfogadott 2035-ös fejlesztési tervben legmagasabb prioritással a Portland–Sherwood viszonylatú nagy befogadóképességű vonal szerepelt. 2011-ben a szövetségi kormány a Metrónak kétmillió dollárt ítélt meg a tervezésre, ami során a vasútvillamos mellett a helyiérdekű vasút, a villamos és a BRT lehetőségét is megvizsgálták. A tervezés az érintett szervek bevonásával hivatalosan szeptember 28-án kezdődött. 2013 júniusára a lehetőségeket a BRT-re és a vasútvillamosra szűkítették; a várható alacsony utasszámok miatt a Sherwoodig hosszabbítást elvetették, valamint Tigardban nyomvonal-korrekciót eszközöltek, mivel a helyi lakosok ellenezték, hogy az Oregon Route 99W-n sávokat szüntessenek meg.
2014 júniusában a tervezet már csak a Tualatin pályaudvarig, később pedig már csak a Bridgeport Village bevásárlóközpontig tartó szakaszt tartalmazta. 2015-ben költségcsökkentési és műszaki okokból a Marquam Hill-i alagutak megépítését elvetették. 2016 májusában végül a vasútvillamos mellett döntöttek, egyben elvetették a Portlandi Állami Egyetemig tartó alagút tervét is. Miután a nagy befogadóképességű vonal létesítéséről szóló referendum sikeres volt, a következő évben tartott népszavazáson a tigardi szavazók a viszonylat megépítése mellett döntöttek.
A 2,6–2,9 milliárd dolláros projekt szerepelt a 2020-as pénzügyi tervben. A 462 milliós hiány miatt a Tigard belvárosában kijelölt végállomás és a Barbur sugárút szűkítése mellett döntöttek; a 2019. novemberi népszavazáson mindkét javaslat elbukott. A magánszektor bevonása és a helyi szervek támogatásának köszönhetően már csak százmillió hiányzott, azonban a finanszírozásra irányuló javaslat a 2020. november 3-ai népszavazáson elbukott. Az építkezés 2022-től 2027-ig tartott volna, az előrejelzések szerint a viszonylat 2035-re napi 37 500 utast szállított volna.

## Útvonala
A 24,1 kilométeres viszonylat a MAX Eastside és I-205 szakaszait, valamint a Portland Transit Mallt köti össze. Nyugati végállomása a transit mall területén, a Portlandi Állami Egyetemnél található PSU South megállópár. Itt az északi irány a 6., míg a déli irányú az 5. sugárúton halad. A Portland Streetcar, illetve a Morrison és Yamhill utcai sínpárok keresztezése után a Union Stationnél található deltavágányhoz érkezik. Innen az Eastside szakaszon az Acélhídon keresztezi a Willamette folyót, majd a Rose Quarter és a Gateway pályaudvarok között a Banfield szakaszon halad.
Innen délre fordulva az I-205 BRT nyomvonalát követve a Flavel utcai átjárót kivéve külön szintű csomópontokban keresztezi a közutat. A Grant és Lincoln, valamint a Division utcák között alagútban halad. A Johnson Creek sugárút felett a hálózat leghosszabb, 430 méter hosszú műtárgyát követve kel át. SE Fuller Rd megállóhelytől délre a Monterey sugárúti felüljáró alatt elhaladva érkezik Clackamas Town Center pályaudvar végállomáshoz.
A viszonylat északon a sárga, délen a narancssárga, a Portland Transit Mallon pedig a kék és piros vonalakkal közös pályát használ.
| Clackamas Town Center Transit Center felé | PSU South/SW 6th & College felé |
| --- | --- |
| PSU South/SW 6th & College – SW 6th Ave – NW 5th Ave – Union Station – NW Glisam Street Ramp – N Steel Bridge – Rose Quarter Transit Center – NE Holladay St – Banfield Expy – Gateway/NE 99th – Interstate 205 – Lents Town Center – Clackamas Town Center Transit Center | Clackamas Town Center Transit Center – Lents Town Center – Interstate 205 – Gateway/NE 99th – Banfield Expy – NE Holladay St – Rose Quarter Transit Center – N Steel Bridge – NW Glisam Street Ramp – Union Station – NW 6th Ave – SW 6th Ave – PSU South/SW 6th & College – PSU South/SW 6th & College |

## Megállóhelyei
Az I-205 MAX szegmens a Main Street és a Clackamas Town Center közötti nyolcmegállós szakaszból áll, emellett a zöld vonal érinti a Portland Transit Mall irányonként hét megállóját, illetve a Rose Quarter és a Gateway pályaudvarok között a kék és piros vonalak pályáját is (összesen harminc megállója van).
| Zöld vonal (PSU South/SW 6th & College◄►Clackamas Town Center Transit Center) | |                                               |
| Megállóhely                                                                   | Átszállási kapcsolatok | Intézmények                                   |
| (↓) PSU South/SW 6th & College végállomás                                     | 68 | Portlandi Állami Egyetem                      |
| (↑) PSU South/SW 5th & Jackon                                                 | |                                               |
| (↓) PSU Urban Center/SW 6th & Montgomery                                      | 9, 17, 19, 35, 36, 44, 54, 56, 99, 164, 177 |                                               |
| (↑) PSU Urban Center/SW 5th & Mill                                            | B , NS | Szent Mihály arkangyal Templom                |
| (↓) SW 6th & Madison                                                          | |                                               |
| (↑) City Hall/SW 5th & Jefferson                                              | 6, 38, 45, 55, 58, 92, 96, 291 | Wells Fargo Történelmi Múzeum                 |
| (↓) Pioneer Courthouse/SW 6th Ave                                             | | Törvényszék                                   |
| (↑) Pioneer Place/SW 5th Ave                                                  | 291 |                                               |
| (↓) SW 6th & Pine                                                             | 1, 12, 19, 20, 54, 56 |                                               |
| (↑) SW 5th & Oak                                                              | Downtown Express |                                               |
| (↓) NW 6th & Davis                                                            | 17 |                                               |
| (↑) NW 5th & Couch                                                            | | Roseland Színház                              |
| (↓) Union Station/NW 6th & Hoyt                                               | Narancssárga és sárga vonalak Empire Builder, Coast Starlight, Amtrak Cascades 5, 17, Northwest POINT, Greyhound Lines, Caravan Airport Shuttle, Valley Retriever | Vasútállomás, Autóbusz-állomás                |
| (↑) Union Station/SW 5th & Glisan                                             | 291 |                                               |
| Rose Quarter Transit Center                                                   | 4, 8, 35, 44, 77, 85, Swan Island Evening Shuttle | Autóbusz-állomás                              |
| Convention Center                                                             | Kék vonal | Kongresszusi Központ                          |
| NE 7th Ave                                                                    | | Oregon tér, Piac                              |
| Lloyd Center/NE 11th Ave                                                      | 70, 157 | Holladay Park                                 |
| Hollywood/NE 42nd Ave Transit Center                                          | 66, 75, 77 | Autóbusz-állomás, Orvosi rendelő              |
| NE 60th Ave                                                                   | 71 |                                               |
| NE 82nd Ave                                                                   | 72, 77 |                                               |
| Gateway/NE 99th                                                               | Kék és piros vonalak 15, 19, 22, 23, 24, 25, 87, Columbia Gorge Express, The Dalles – Hood River – Portland Fixed Route                                           | Autóbusz-állomás, Gasztroenterológiai klinika |
| SE Main St                                                                    | 15 |                                               |
| SE Division St                                                                | 4 |                                               |
| SE Powell Blvd                                                                | |                                               |
| SE Holgate Blvd                                                               | 17 |                                               |
| Lents/SE Foster Rd                                                            | 10, 14, 73 |                                               |
| SE Flavel St                                                                  | 19 |                                               |
| SE Fuller Rd                                                                  | |                                               |
| Clackamas Town Center Transit Center végállomás                               | 29, 30, 33, 34, 71, 72, 79, 152, 155, 156, Shuttle 1: Clairmont, Shuttle 2: Harmony                                                                               | Autóbusz-állomás                              |

## Forgalom
A viszonylat üzemideje napi 21,5 óra. Az első nyugati irányú vonat 3:19-kor indul Gateway pályaudvarról. A Ruby Junction járműtelepről keleti irányban 4:19-től kiálló első öt szerelvény a Gateway pályaudvarig a kék vonalon közlekedik, majd ott a zöldre szerel át. A teljes viszonylaton végighaladó vonatok a PSU South megállótól 5:27-kor, a Clackamas Town Center pályaudvartól pedig 4:55-kor indulnak. A végállomástól végállomásig utazás körülbelül 50 percig tart. Esténként egyes vonatok a Rose Quarter pályaudvarnál a kék vonalra szerelnek át, majd Ruby Junction/E 197th Ave megállónál kiállnak a forgalomból. Az utolsó járat a PSU South megállótól 0:28-kor, a Clackamas Town Centertől pedig 0:41-kor indul. Hétvégente az üzem negyven perccel később kezdődik. A MAX viszonylatai a TriMet „Frequent Express” szolgáltatásának része, ahol a nap részében legalább 15 perces követési időt biztosítanak; a követési idő csúcsidőben 15, azon kívül pedig 30 perc.

### Utasszámok
A Portlandi Állami Egyetem tanulmánya 2025-re napi 46 500 utast becsült. A TriMet számításai szerint hétköznapokon az utasszám napi 25 250 fő lett volna, de az első munkanapon ennél jóval kevesebben utaztak. A következő hónapban az utasszám napi 17 ezer fő, 2010 júliusában 19500, 2012 áprilisában pedig 24 300 fő volt. 2019 szeptemberében a zöld vonal napi 19 160 fős utasszámával a hálózat harmadik legforgalmasabb viszonylata volt. Az előző évhez képest 1480 fővel kevesebben utaztak naponta; a TriMet ezt a bűnözés növekedésével és a belvárosi lakásárak növekedésével magyarázta.

## Fordítás
- Ez a szócikk részben vagy egészben  a   MAX Green Line című angol Wikipédia-szócikk ezen változatának fordításán alapul.  Az eredeti cikk szerkesztőit annak laptörténete sorolja fel. Ez a jelzés csupán a megfogalmazás eredetét és a szerzői jogokat jelzi, nem szolgál a cikkben szereplő információk forrásmegjelöléseként.